# Siêu cúp Bóng đá Quốc gia 2016
Siêu cúp Bóng đá Quốc gia 2016 (với tên gọi Siêu cúp Bóng đá Quốc gia – Cúp THACO năm 2016 hay THACO Super Cup 2016) là trận bóng đá diễn ra lần thứ 18 của Siêu cúp bóng đá Việt Nam. Trận đấu diễn ra lúc 16h00 ngày 29 tháng 12 năm 2016 giữa hai đội bóng CLB Hà Nội (Vô địch V-League năm 2016) và Than Quảng Ninh (Vô địch Cúp quốc gia 2016) trên sân Hàng Đẫy. Kết quả Than Quảng Ninh đã giành siêu cúp với tỷ số 3-3 (Pen 4-2).

## Điều lệ trận đấu
- Hai đội bóng thi đấu theo thể thức loại trực tiếp một trận, Nếu sau 90 phút thi đấu chính thức tỷ số hoà, sẽ thi đấu luân lưu 11m để xác định đội thắng.
- Mỗi đội chỉ được sử dụng 2 cầu thủ nước ngoài khi đăng ký thi đấu chính thức trên sân.

## Nhà tài trợ
- Tài trợ vàng: Công ty Cổ phần Ô tô Trường Hải-THACO.
- Tài trợ bạc: Công ty Cổ phần Tập đoàn HANAKA.

## Giải thưởng
- Đội thắng: 300.000.000 VND
- Đội thua: 200.000.000 VND
- Cầu thủ ghi bàn thắng đầu tiên của trận đấu: 10.000.000 VND
- Cầu thủ xuất sắc nhất trận đấu: 10.000.000 VND.

## Chi tiết trận đấu
| Than Quảng Ninh                         | 3–3              | Hà Nội FC                                     |
| --------------------------------------- | ---------------- | --------------------------------------------- |
| Patiyo 3', 74' · Minh Tuấn 58'          | Chi tiết Youtube | Thành Lương 28' · Văn Quyết 51' · Gonzalo 79' |
| Loạt sút luân lưu                       |                  |                                               |
| Minh Tuấn · Hồng Quân · Hải Huy · Ramon | 4–2              | Gonzalo · Moses · Duy Mạnh · Ngọc Đức ·       |

| ● Pativo ● Minh Tuấn ● Xuân Tú ● Văn Hiếu ● Hải Huy ● Nguyên Sa ● Xuân Hùng● Thanh Hiền ● Ramon ● Minh Tùng ● Tuấn Linh |
| Đội hình của Than Quảng Ninh.                                                                                           |

| THAN QUẢNG NINH: |    |                      |     |     |
|                  |    |                      |     |     |
| GK               | 26 | Huỳnh Tuấn Linh (C)  |     |     |
| RB               | 66 | Nguyễn Thanh Hiền    |     |     |
| CB               | 4  | Ramon                |     |     |
| CB               | 5  | Nguyễn Minh Tùng     | 50' |     |
| LB               | 20 | Nguyễn Xuân Hùng     |     |     |
| CDM              | 43 | Phạm Nguyên Sa       |     |     |
| LM               | 77 | Nghiêm Xuân Tú       |     | 69' |
| CM               | 14 | Nguyễn Hải Huy       |     |     |
| CM               | 8  | Bùi Văn Hiếu         |     | 59' |
| RM               | 6  | Vũ Minh Tuấn         |     |     |
| ST               | 10 | Patiyo Tambwe        |     |     |
| Cầu thủ dự bị:   |    |                      |     |     |
| GK               | 1  | Nguyễn Hoài Anh      |     |     |
| RB               | 2  | Dương Văn Khoa       |     |     |
| CB               | 90 | Hoàng Tuấn Anh       |     |     |
| CB,LB            | 19 | Nguyễn Huy Cường     |     |     |
| CM,CDM           | 88 | Bùi Tiến Dụng        |     |     |
| RM,LM            | 7  | Giang Trần Quách Tân |     |     |
| CM               | 15 | Đào Nhật Minh        |     |     |
| RM               | 38 | Ngô Đức Thắng        |     | 69' |
| ST               | 17 | Mạc Hồng Quân        |     | 59' |
| Huấn luyện viên: |    |                      |     |     |
| Phan Thanh Hùng  |    |                      |     |     |

| HÀ NỘI FC:       |    |                       |  |       |
|                  |    |                       |  |       |
| GK               | 18 | Trần Anh Đức          |  |       |
| RB               | 13 | Trần Văn Kiên         |  |       |
| CB               | 16 | Nguyễn Thành Chung    |  |       |
| CB               | 5  | Nguyễn Văn Biển       |  |       |
| LB               | 7  | Sầm Ngọc Đức          |  |       |
| CDM              | 8  | Moses Oloya           |  |       |
| RM               | 10 | Nguyễn Văn Quyết      |  | 90+3' |
| CM               | 88 | Đỗ Hùng Dũng          |  |       |
| CM               | 19 | Nguyễn Quang Hải      |  |       |
| LM               | 11 | Phạm Thành Lương      |  |       |
| ST               | 20 | Gonzalo Marronkle (C) |  |       |
| Cầu thủ dự bị:   |    |                       |  |       |
| GK               | 30 | Nguyễn Văn Công       |  |       |
| CB               | 4  | Nguyễn Văn Dũng       |  |       |
| CB               | 89 | Đào Duy Khánh         |  |       |
| RB,LB            | 2  | Nguyễn Đại Đồng       |  |       |
| CM               | 74 | Trương Văn Thái Quý   |  |       |
| CM               | 28 | Đỗ Duy Mạnh           |  | 90+3' |
| RM,LM            | 9  | Phạm Văn Thành        |  |       |
| ST               | 92 | Trịnh Duy Long        |  |       |
| ST               | 39 | Hoàng Vũ Samson       |  |       |
| Huấn luyện viên: |    |                       |  |       |
| Chu Đình Nghiêm  |    |                       |  |       |

| THÔNG TIN TRẬN ĐẤU CẦU THỦ XUẤT SẮC NHẤT TRẬN - Thủ môn Huỳnh Tuấn Linh của Than Quảng Ninh ĐIỀU HÀNH TRẬN ĐẤU - Giám sát trận đấu: Nguyễn Nam Tiến - Giám sát trọng tài: Bùi Như Đức - Điều phối viên: Hoàng Bảo Trung - Trợ lý trọng tài 1: Phạm Trung Hậu - Trợ lý trọng tài 2: Phạm Mạnh Long - Trọng tài thứ tư: Nguyễn Văn Kiên | QUY ĐỊNH TRẬN ĐẤU - Mỗi đội chỉ ra sân với hai cầu thủ ngoại binh và một cầu thủ nhập tịch. - Thời gian thi đấu 90 Phút (Mỗi hiệp 45 phút, nghĩ giữa hiệp 15 phút). - Đá luân lưu nếu tỷ số hòa. - 9 cầu thủ dự bị. - Tối đa thay người 3 cầu thủ. |

### Thông số trận đấu
| Thống kê                   | Than Quảng Ninh | Hà Nội FC |
| -------------------------- | --------------- | --------- |
| Bàn thắng                  | 3 (4)           | 3 (2)     |
| Tỷ lệ kiểm soát bóng       | 43%             | 57%       |
| Số cú sút                  | 2               | 9         |
| Số cú sút trúng đích       | 1               | 4         |
| Số cú sút không trúng đích | 1               | 5         |
| Phạt góc                   | 1               | 5         |
| Phạm lỗi                   | 18              | 30        |
| Việt vị                    | 2               | 4         |
| Thẻ vàng                   | 1               | 0         |
| Thẻ đỏ                     | 0               | 0         |
| Nguồn tham khảo:Chi tiết   |                 |           |

| Siêu cúp bóng đá Việt Nam năm 2016 Nhà vô địch |
| ---------------------------------------------- |
| Than Quảng Ninh Vô địch lần thứ nhất           |